# 루트비히 미스 판 데어 로에
루트비히 미스 판 데어 로에(독일어: Ludwig Mies van der Rohe, 1886년 3월 27일 ~ 1969년 8월 17일)은 독일의 건축가로 본명은 마리아 루트비히 미하엘 미스(Maria Ludwig Michael Mies)이다. 보통 그의 성으로만 언급되며, 흔히 미스(Mies)라고도 불린다.
미스 판 데어 로에는 발터 그로피우스, 르 코르뷔지에와 함께 근대 건축의 개척자로 꼽힌다. 제1차 세계 대전 이후 당시의 많은 사람들처럼 미스도 예전에 고전이나 고딕 양식이 그 시대를 대표했던 것 같이 근대의 시대를 대표할 수 있는 새로운 건축 양식을 성립하려고 노력했다. 미스는 극적인 명확성과 단순성으로 나타나는 주요한 20세기 건축양식을 만들어냈다. 완숙기의 그의 건물은 공업용 강철과 판유리와 같은 현대적인 재료들로 만들어져 내부 공간을 정의하였다. 최소한의 구조 골격이 그 안에 포함된 거침없는 열린 공간의 자유에 대해 조화를 이루는 건축을 위해 미스는 노력하였다. 미스는 그의 건물을 "피부와 뼈"(skin and bones) 건축으로 불렀다. 미스는 이성적인 접근으로 건축 설계의 창조적 과정을 인도하려고 노력했고, 이는 그의 격언인 "less is more"(적을수록 많다)와 "God is in the details"(신은 상세 안에 있다)로 잘 알려져 있다.

## 초기 경력
미스는 아버지의 석공업 가게에서 일한 뒤, 지역 디자인 회사에서 근무했다. 이후 베를린으로 이주하여 인테리어 디자이너 브루노 파울(Bruno Paul)의 사무실에 입사한다. 미스는 1908년에서 1912년까지 페터 베렌스(Peter Behrens)의 스튜디오에서 견습생으로 건축 경력을 시작하였다. 이곳에서 미스는 당시의 디자인 이론들과 발달하는 독일 문화를 접하였다. 미스의 재능은 재빨리 인식되어 정식 대학 학력이 없음에도 불구하고 곧 독립적인 업무를 시작하였다.
신체적으로 당당하고, 생각이 깊고 과묵한 남자인 루트비히 미스는 상인의 아들에서 베를린의 문화적 엘리트들과 같이 일하는 건축가가 된 급격한 변화의 일부로써 자신의 이름을 개명했는데, 좀 더 귀족적인 성인 "van der rohe"(판 데어 로에)를 추가하였다. 미스는 전통적인 독일식 양식으로 상위 계급의 주택을 설계함으로써 독립적인 직업 경력을 시작하였다. 19세기 초반의 프로이센 신고전주의 건축가 카를 프리드리히 싱켈의 넓은 비례, 리드미컬한 요소들의 규칙성, 인공과 자연의 관계에 대한 배려, 그리고 단순한 정육면체 부피 등의 특징에 미스는 감탄했다. 당시는 절충주의적이고 혼란한 고전주의 건축이 일반적이었는데, 싱켈은 이를 버린 것이었다.

## 전통주의에서 모더니즘으로

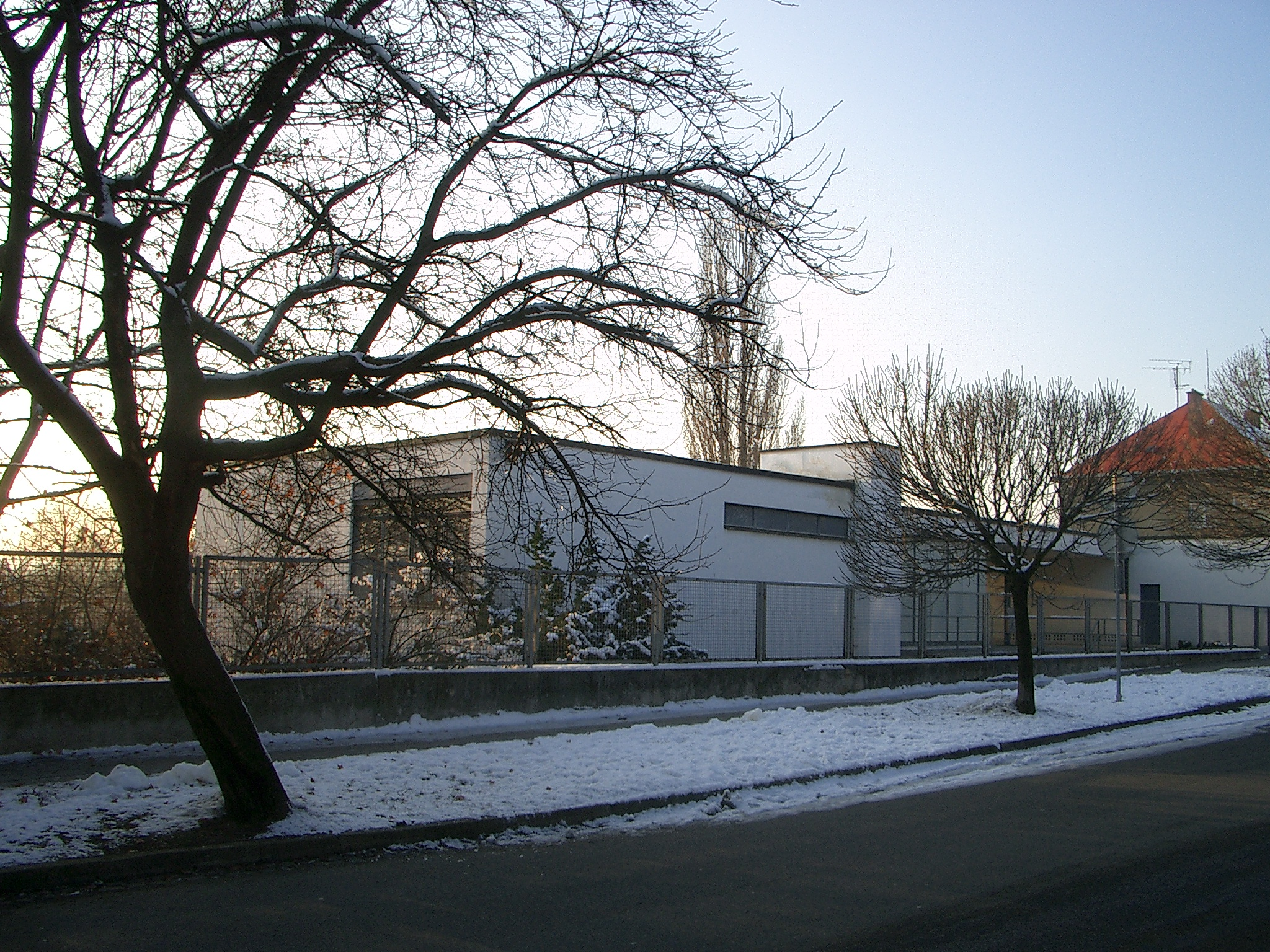
1930년 체코 브르노에 지어진 Fritz Tugenthat를 위한 집인 빌라 투겐트하트(Villa Tugendhat).

제1차 세계대전 이후 미스는 여전히 전통적인 주택들을 설계하면서도, 국제주의 양식의 실험적인 노력을 함께 했다. 전위적인 동료들과 함께 새로운 산업적 민주주의 시대에 걸맞은 새 양식에 대한 오랜 탐색을 했다. 19세기 중반부터 진보적인 이론가들은 우선 역사적인 장식을 그와 관계없는 근대 건축물의 구조에 덧붙이는 등의 전통적인 양식의 약점을 공격했다. 역사적인 양식에 대한 이런 늘어나는 비판은 참혹했던 1차 세계 대전 이후 유럽의 제국적 리더십의 낡은 질서의 실패가 곳곳에서 목격되면서, 상당한 문화적 신빙성을 얻었다. 고전주의 복고 양식은 불명예스러운 귀족 정치 체제의 건축적 상징으로 매도되었다.
시대의 흐름에 맞춰 이런 장식들을 포기한 미스는 1921년 설계경기에서 매력적인 설계안을 내놓아 극적으로 등장하였다. 이는 전면이 유리로 된 다면체의 마천루(Friedrichstrasse skyscraper)였는데 뒤이어 1922년에는 곡면을 가진 버전을 내놓았다. 그는 계속하여 훌륭한 선구적인 프로젝트들의 연작을 내놓았는데, 이는 유럽에 있는 두 개의 걸작에서 정점을 이룬다. 하나는 1929년에 지어진 바르셀로나 국제 박람회의 임시 건물인 (현재는 바르셀로나 파빌리온이라 불리는) 독일관(Barcelona Pavilion)(박람회 이후 분해되었으나 원래 부지에 1988년 재건축되었다.)이며, 다른 하나는 1930년에 지어진 체코 브르노에 있는 빌라 투겐트하트(Villa Tugendhat)이다.
전통적인 설계 실무를 계속하면서 미스는 공상적인 프로젝트를 전개하기 시작했는데, 이것은 거의 지어지지는 못했지만 진보적인 건축가로서의 명성을 갑작스럽게 얻게 해주었다. 진보적인 미스는 1923년 7월에 시작된 진보적인 디자인 잡지 "G"에 참여했다. 미스는 독일공작연맹(Deutscher Werkbund)의 건축 관리직에 있으면서 원형적인 모더니스트들이 모인 바이센호프(Weissenhof) 주거단지 전시회를 성공적으로 기획함으로써 그의 능력을 보여주었다. 또, 미스는 모더니스트 건축단체인 데어 링(Der Ring)의 창립에도 참여했다. 미스는 전위적인 성향의 바우하우스 디자인 학교에 참여하여 대상을 디자인함에 있어서 단순한 기하학적 형태를 기능적으로 사용하는 것을 받아들이고 발전시켰다.
전통적 디자인 양식의 결점을 비난하고, 새로운 기준을 정의하고 대안적인 디자인 방안을 창조해낸 사상가와 디자이너들이 발전시킨 발상들을, 당시의 다른 아방가르드 건축가들이 그랬던 것과 같이 미스도 그것을 자기 나름대로 재결합해 자신의 건축이론과 원칙을 내세웠다.
미스의 모더니즘적인 생각은 근대적인 산업 재료를 사용하면 효과적인 조각적 축조를 할 수 있다는 이데올로기를 가졌던 러시아 구성주의의 미학적 신조에 영향을 받았다. 네덜란드의 데 스틸(De Stijl)이 주창한 단순한 직선적이고 평면적인 형태, 명료한 선, 색의 순수한 사용, 실내를 넘어서는 공간의 확장 등등은 미스에게 감명을 주었다. 특히 게리트 리트벨트(Gerrit Rietveld)가 표현한 공간에서 보여지는 기능들이 겹침과 각 부분들의 명확성은 미스에게 영향을 주었다.
다른 유럽 건축가들처럼 프랭크 로이드 라이트의 미국적인 프레리 양식(Prairie Style)의 열린 평면이 보여주는 실외 환경을 둘러싸고 자유롭게 흐르는 상호 연결된 방들의 모임에 미스 역시 매료되었다.
아돌프 로스(Adolf Loos)의 이론은 장식의 근절, 표면적인 것의 탈피, 꾸밈없지만 풍부한 재료들의 사용, 작가 불명의 고결함, 미국의 공학적 구조와 기계의 자유로운 실용주의에 대한 예찬 등에 대한 생각들에서 미스에게 공감을 안겨 주었다.

## 중요성과 의미
미스는 새로운 건축 양식을 창조하는 것 뿐만 아니라 기술과 생산의 새 시대를 대표할 수 있는 새로운 건축 언어를 위한 견실한 지적인 토대를 수립하려는 일생의 야심찬 계획을 갖고 있었다. 그는 고딕 건축이 정신주의적 시대를 대표했던 것처럼, 그의 시대에도 대표하는 표현적이고 조화로운 건축이 필요함을 느꼈다. 그러한 정신적인 목표를 위해 이성적인 사고를 이용하는 엄밀한 디자인 과정을 적용했다. 건축은 그것이 속한 문화의 의미와 중요성과 소통한다고 생각했다. 미스는 그가 살고있던 시대의 성격과 본질이 무엇인지 더욱 잘 이해하기 위해 과거와 당시의 위대한 철학자들과 사상가들에 대해 독학으로 힘들게 공부했다. 다른 어떤 모더니즘의 선구자들보다도 아마 미스는 철학을 자신의 작업의 근거로 삼았을 것이다. 미스의 건축은 고도의 추상적 개념에서 만들어졌으며, 미스의 작품에 대한 스스로의 설명은 많은 해석의 여지를 남긴다. 그러나 미스의 건물은 실제로 보면 매우 직접적이고 단순해 보인다.

## 미국으로의 이민
1929년 이후 세계 대공황으로 인해 설계 의뢰의 기회가 줄어들었다. 1930년대 초반에 미스는 친구이자 경쟁자인 발터 그로피우스의 요청으로 쇠락해가는 바우하우스에서 잠시 동안 마지막 교장이 되었다. 1933년 나치 정권의 정치적 압력은 이전에 이 학교가 사회주의, 공산주의, 그밖의 진보적인 이데올로기와 연관이 있었다는 것을 빌미로 미스가 정부가 출연한 학교의 문을 닫게 만들었다. 이때 미스는 매우 적은 수의 설계를 맡았다. (그 중 하나는 필립 존슨의 뉴욕 아파트였다.) 나치 정권은 미스의 양식이 "독일적" 성격이 아니라는 이유로 받아들이지 않았다. 미스는 앞으로 어떤 건물 설계 의뢰도 들어오지 않을 것이라 생각하고 실망한 채로 1937년 자신의 조국을 마지못해 떠났는데, 와이오밍 주의 주거 설계 의뢰를 맡았고 시카고의 건축 학교의 교장직을 제안받았다. 독일에서의 30년간 실무 이후 고압적이고 억압적인 나치 체제에서 벗어나 미국에 도착했는데, 국제주의 양식의 미국인 후원자들 덕분에 현대 건축의 선구자라는 확실한 평판이 이미 존재했다.

## 미국에서의 경력

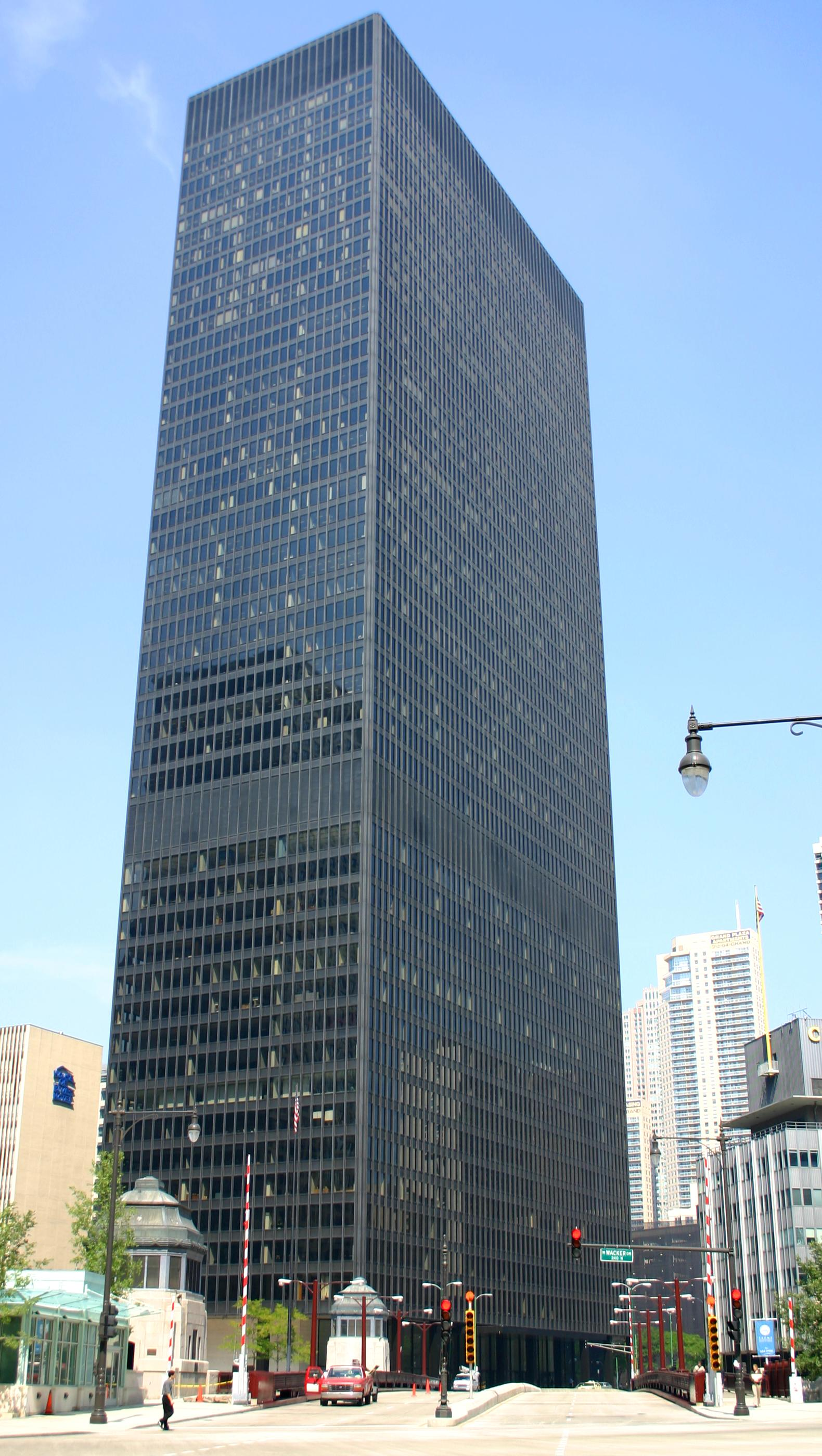
미국 일리노이주 시카고 소재 IBM Plaza

미스는 일리노이주 시카고에 정착하여 시카고의 아머 공과 대학(일리노이 공과대학교(IIT)의 전신)의 건축대학 학장을 맡았다. 이 직책을 받아 들이는 데에 조건 중 하나는 캠퍼스의 새 건물들을 미스가 설계해야 할 것이었다. 미스의 Alumni Hall과 S.R. Crown Hall등의 유명한 건물들이 현재 IIT가 위치한 이 곳에 있다. 1944년 미스는 미국 시민권을 얻었고, 자신의 독일 국적을 버렸다.
미국에서 건축가로 활동한 30년 간은 20세기의 새로운 건축에 대한 그의 목표를 달성하는 데 있어 좀 더 일관되고 성숙한 접근을 보여준다. 그는 크고 개방적인 "보편적인"(Universal) 공간을 대량 생산된 강철 형상을 유리로 채워 넣은 질서정연한 구조적 뼈대로 둘러싸는 데에 초점을 두었다. 미스의 IIT 캠퍼스와 개발업자 Herb Greenwald를 위한 초기 프로젝트는 미국인들에게 거의 잊혀졌던 19세기 시카고 학파 양식의 자연스러운 진보에 문화적으로 반응한 이 양식에 대한 안목을 열어주었다. 사회주의 국제양식에서 기원한 미스의 건축은 대형 미국 회사들에게 건물의 양식으로 받아들여졌다.

## 갤러리

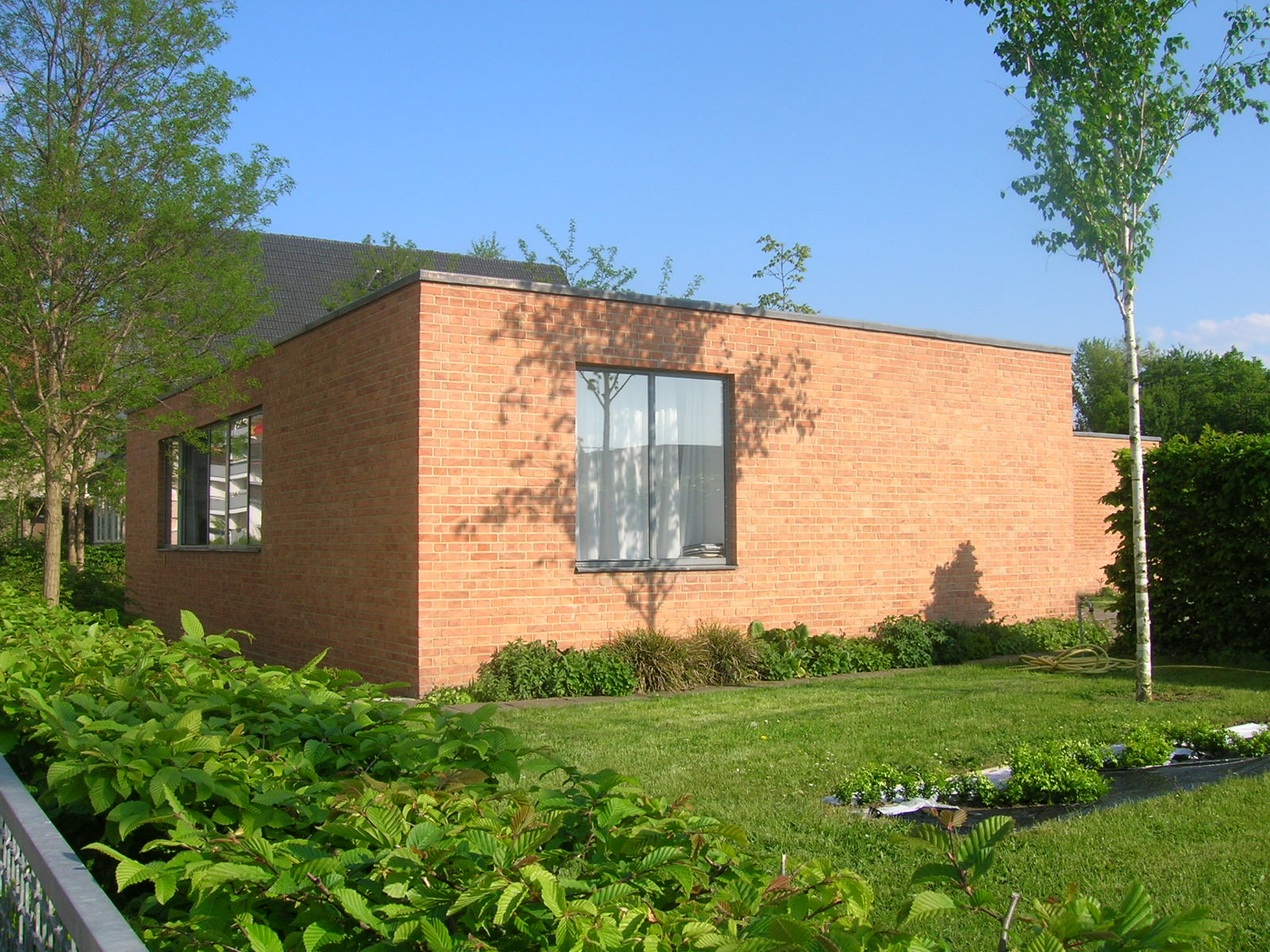
베를린 소재 미스 판 데어 로에 하우스
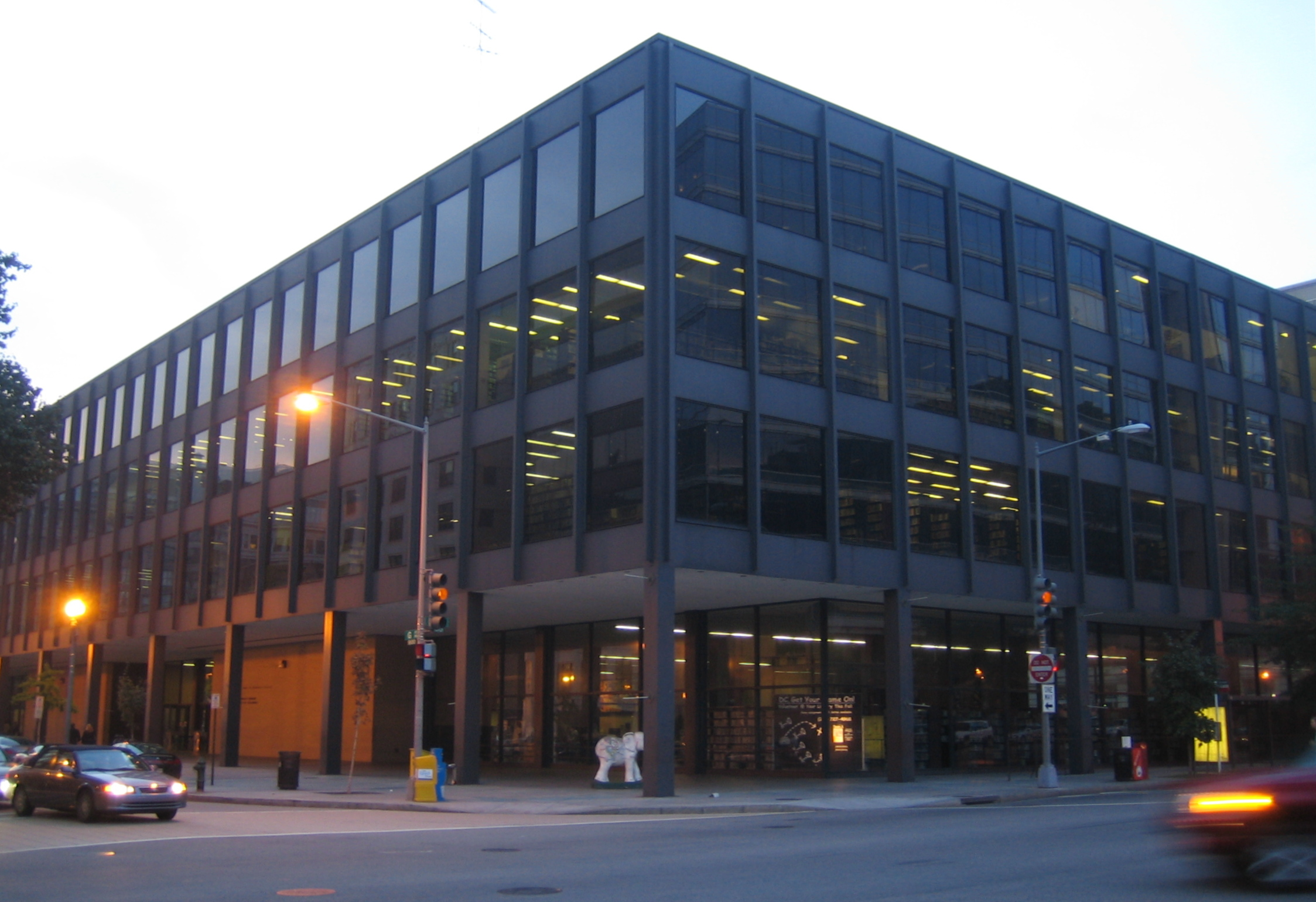
워싱턴 소재 마틴 루서 킹 2세 기념 도서관
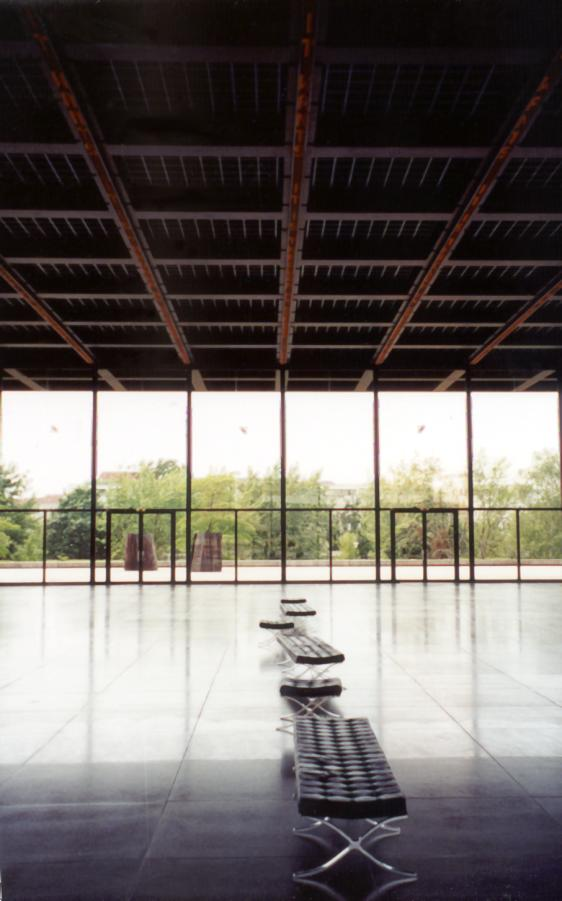
독일 베를린 국립미술관 신관(Neue Nationalgalerie)
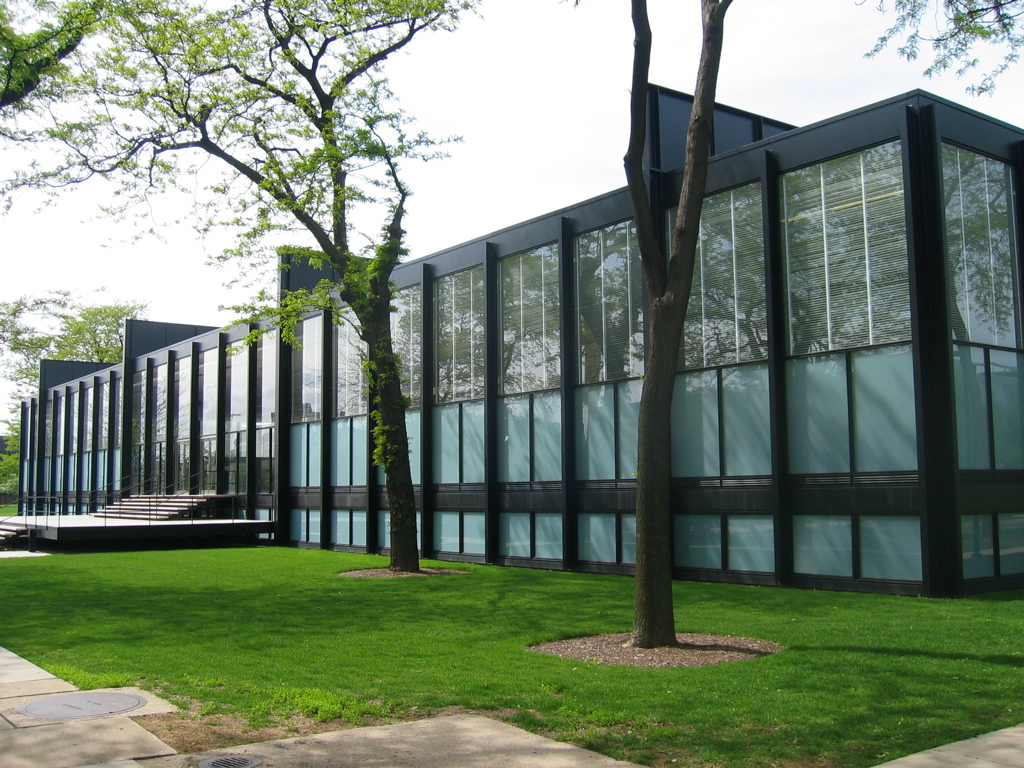
일리노이 공과대학교 소재 크라운 홀(S.R. Crown Hall)
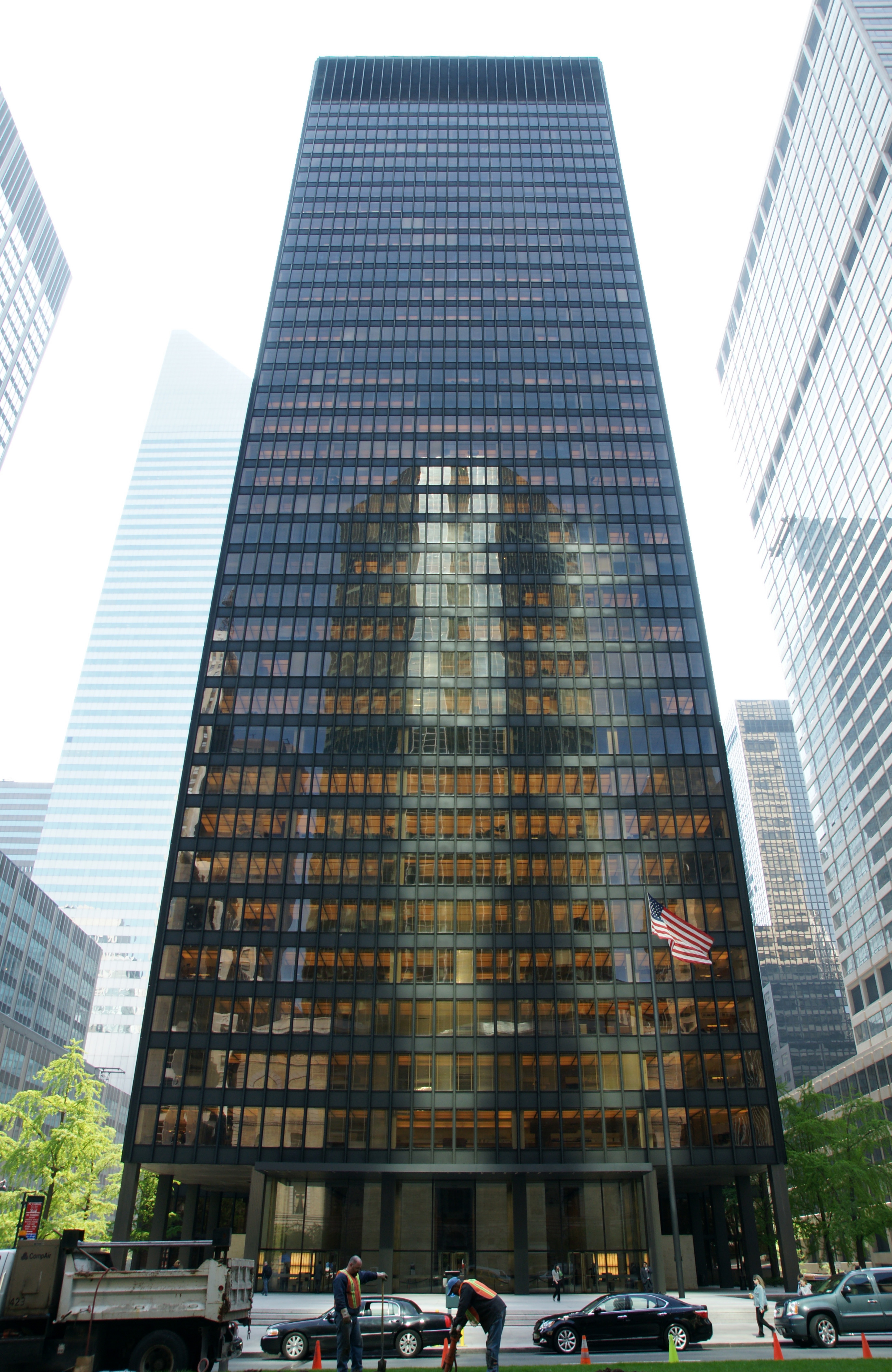
뉴욕 맨해튼에 위치한 시그램 빌딩

## 같이 보기
- 바르셀로나 의자